# NGC 1668
NGC 1668 је елиптична галаксија у сазвежђу Длето која се налази на NGC листи објеката дубоког неба.
Деклинација објекта је - 44° 43' 58" а ректасцензија 4h 46m 5,9s. Привидна величина (магнитуда) објекта NGC 1668 износи 12,8 а фотографска магнитуда 13,8. NGC 1668 је још познат и под ознакама ESO 251-30, MCG -7-10-23, AM 0444-444, PGC 15957.